# Giuliano Dall'Ò
Giuliano Dall'Ò (Mel, 4 novembre 1955) è un architetto e saggista italiano.
È professore di Fisica Tecnica Ambientale al Politecnico di Milano e un esperto di sostenibilità dell'ambiente costruito.

## Biografia
Laureato in Architettura al Politecnico di Milano nel 1980 inizia la sua carriera accademica nel 1993 nel settore disciplinare ING-IND/11 (Fisica Tecnica Ambientale).
Nel 2000 cura il trattato Gli impianti nell'Architettura: ai due volumi ne segue un terzo, pubblicato nel 2003, Gli Impianti nell'Architettura e nel Restauro che si inserisce nel Trattato di Restauro Architettonico curato dal prof. Giovanni Carbonara.
Nel 2002 promuove insieme al Comune di Carugate (MI) il primo Regolamento Edilizio italiano che rende obbligatorio l'impiego del solare termico nelle nuove costruzioni ed impone in modo cogente requisiti prestazionali energetici minimi per gli edifici: contribuisce alla verifica della fase attuativa dello strumento: molti degli elementi contenuti nel Regolamento Edilizio di Carugate saranno considerati nella legislazione nazionale emanata per recepire la Direttiva 2002/91/CE sull'efficienza energetica degli edifici.
Nel 2013 elabora una procedura innovativa di diagnosi degli edifici, Green Energy Audit (GEA) che integra aspetti energetici e aspetti ambientali, con l'obiettivo di migliorare la sostenibilità degli edifici. La procedura GEA valorizza una sinergia tra la diagnosi energetica tradizionale ed i protocolli di certificazione ambientale (LEED, BREEAM, ecc.).
Nel 2013, con alcuni comuni dell'allora Provincia di Milano, sviluppa ed applica un protocollo innovativo di valutazione "Smart City": la metodologia esprime una forte sinergia con i PAES (Piani d'Azione dell'Energia Sostenibile) elaborati in coerenza con il progetto europeo Patto dei sindaci.
Nel 2018 elabora una metodologia di pianificazione del territorio (Green Planning of Cities and Communities) che utilizza un approccio olistico, in cui convergono in modo sinergico tutti gli strumenti di pianificazione sostenibile con un approccio globale ed integrato.
Dal 2017 al 2020 è stato Presidente del Green Building Council Italia, associazione che fa parte del network internazionale World Green Building Council. Dal 1996 è giornalista pubblicista e collabora con riviste del settore, svolgendo anche la funzione di direttore scientifico.

## Opere
- Green Planning for Cities and Communities, novel incisive approaches to sustainability (Editor), Springer International Publishing, Switzerland,  ISBN 978-3-030-41071-1, (2020)
- Fisica tecnica Ambientale (con Yunus A. Çengel e Luca Sarto), McGraw Hill Education, Italy, ISBN 978-88-386-1556-6, (2017)
- Leadership in Green Building, the LEED certified projects Italy (Editor),  Edizioni Ambiente, ISBN 978-88-6627-187-1, (2016)
- Smart city, la rivoluzione intelligente delle città, Società editrice Il Mulino, ISBN 978-88-15-25283-8, (2014)
- Green Energy Audit of Buildings: a reference guide for a sustainable energy audit of buildings, Springer Verlag London: ISBN 978-1-4471-5063-3, (2013)
- LombardiA+, Nearly zero-energy buildings in Lombardy (Editor), Edizioni Ambiente – Cestec (2012)
- Abitare sostenibile, una rivoluzione nel nostro modo di vivere (con Annalisa Galante), Società editrice Il Mulino, ISBN 978-88-15-13702-9, (2010)
- Efficienza energetica e rinnovabili nel regolamento edilizio comunale (con Annalisa Galante, Edizioni Ambiente, Milano ISBN 978-88-89014-96-7, (2009)
- Gli impianti nell’Architettura e nel Restauro (Editor), UTET, Torino, ISBN 88-02-06016-9 (2003)
- Gli impianti nell’Architettura, Vol I e II, (Editor) UTET, Torino, ISBN 88-02-05555-6, (2000)